# Tess Garry
 (novembre 2022).
Pour les articles homonymes, voir Garry.
Tess Garry, mort le 18 octobre 2022 aux Cayes, était journaliste, animateur de l'émission Gran Lakou de radio LeBon Fm située aux Cayes et en même temps correspondant de la Radio Regard Fm à Port-au-Prince.

## Biographie
L’animateur de l’émission “Gran Lakou” sur les ondes de la Radio Lebon FM, dans la ville des Cayes, Tess Garry, était porté disparu depuis le 18 octobre dernier. Son corps a été retrouvé sous un pont dans l’après-midi du lundi 24 octobre 2022 confirme le commissaire du gouvernement des Cayes, Ronald Richemond,. 
L’identification de la victime a été effectuée par sa famille qui était à sa recherche depuis le 8 octobre, informe le CG Richemond. Le cadavre de ce dernier a été retrouvé, seize jours exactement après avoir été vu pour la dernière fois par sa famille.